# Модокская война

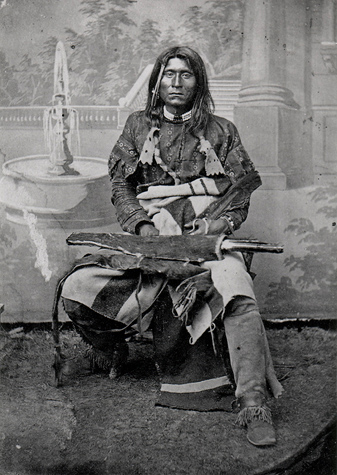
Капитан Джек, 1864 год.

Модокская война, Модокская кампания (англ. Modoc War) — вооружённый конфликт между США и модоками, происходивший на территории современных штатов Орегон и Калифорния с 1872 года по 1873 год.

## Предыстория

### Договор с США
До начала Калифорнийской золотой лихорадки модоки практически не имели контактов с белыми людьми. Массовая добыча золота в Калифорнии в 1848—1855 годах привлекла десятки тысяч добровольцев не только из США, но и из стран Латинской Америки, Европы, из Австралии. 
Пришельцы захватывали традиционные земли модоков возле озера Туле, на границе Калифорнии и Орегона. Модоки совершили нападение возле Блади-Пойнт и убили 65 белых поселенцев. В ответ калифорнийская милиция во главе с Беном Райтом убила 41 модока во время мирных переговоров. Этот вооружённый конфликт продолжался до 1864 года, когда правительство США подписало договор с модоками, кламатами и яхускинами о создании резервации. В соответствии с условиями договора, модоки уступили свои земли возле Лост-Ривер и озёр Туле и Лауэр-Кламат, и были вынуждены переселиться в резервацию, расположенную в юго-западном Орегоне.

### Конфликт с кламатами
После переселения в резервацию модоки начали обустраиваться на новом месте. Резервация находилась на территории индейцев кламатов, которые оказались не рады новым соседям и восприняли приход модоков как вторжение. Пользуясь численным большинством, кламаты провоцировали конфликты, воровали лесоматериалы. К тому же, агент резервации отпускал пищу и одежду только кламатам, модокам ничего выделено не было. Все эти обстоятельства вынудили модоков покинуть резервацию и вернуться на Лост-Ривер.

### Возвращение на землю предков
В 1865 году лидер модоков Кинтпуаш, более известный как Капитан Джек, повёл свой народ из резервации назад на родную землю. В 1869 году модоки были отправлены армией США обратно в резервацию, однако условия там не улучшились и в апреле 1870 года Капитан Джек повёл свою общину модоков к озеру Туле. 
В течение 1870 года Бюро по делам индейцев предприняло действия, чтобы вернуть модоков в резервацию, однако они не увенчались успехом. Модоки вернулись в долину Лост-Ривер, где жили прежде. Однако белые поселенцы, жившие в этой долине, не хотели видеть модоков рядом и часто жаловались на них правительственным чиновникам. Кинтпуаш предупредил своих людей, чтобы они держались подальше от белых. В течение лета 1872 года Бюро по делам индейцев вновь попыталось вернуть модоков в резервацию, на что Кинтпуаш возразил, что его народ не может мирно жить с кламатами. Он просил выделить модокам резервацию на их исконной земле.
Бюро по делам индейцев признало эту просьбу разумной, но белые фермеры воспротивились этому, они не хотели лишаться своих земель.

## Война

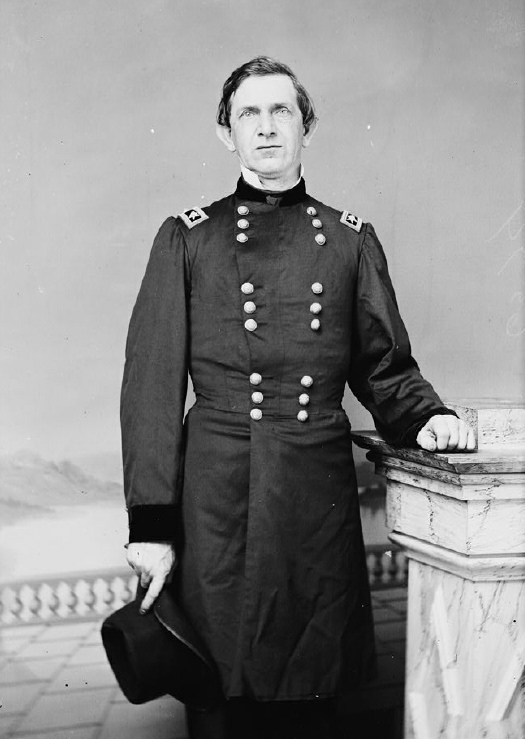
Эдвард Кэнби

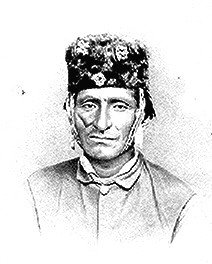
Скарфэйс Чарли

### Сражение на Лост-Ривер
Осенью 1872 года правительство США приказало модокам вернуться в юго-западный Орегон в резервацию. Модоки возвращаться отказались. Военным было приказано переместить их силой. 
28 ноября 1872 года 40 солдат первого кавалерийского полка под командованием капитана Джеймса Джексона  вышли из форта Кламат и двинулись на юг, в направлении Лост-Ривер. Отряд капитана Джексона, который пополнился добровольцами и группой милиционеров, прибыл ранним утром 29 ноября к лагерю модоков. Желая избежать вооружённого конфликта, Кинтпуаш дал согласие на перемещение в резервацию. Джеймс Джексон приказал разоружить модоков. Индейцы начали складывать свои винтовки и револьверы возле солдат. Во время разоружения произошёл конфликт между лейтенантом Фрейзером Бутеллем и воином модоков Скарфэйсом Чарли, в результате которого они выстрелили друг в друга. Джексон приказал своим солдатам открыть огонь, а воины модоков попытались захватить своё оружие. После перестрелки солдаты отступили, ожидая подкрепления, а модоки направились на южный берег озера Туле и разместились в естественной крепости, известной ныне как Крепость Капитана Джека, состоящей из множества пещер.

### Первая битва у крепости
Утром 17 января 1873 года армейские силы подошли к крепости Капитана Джека. Военным мешал сильный туман. Модоки заняли хорошие огневые позиции и вели прицельный огонь по солдатам. 
В конце дня армия была вынуждена отступить, потеряв убитыми 35 человек, около 25 получили ранения. Среди модоков потерь не было.

### Переговоры

Бостон Чарли, 1873 год.

28 января 1873 года министр внутренних дел США Коламбус Делано создал мирную комиссию для урегулирования конфликта с модоками. Комиссия состояла из Альфреда Мичема, бывшего индейского агента, Джесси Эпплгейта, политика из Орегона, и ещё нескольких человек. Генерал Эдвард Кэнби был назначен в качестве консультанта.
19 февраля мирная комиссия провела своё первое заседание недалеко от ранчо Фэйрчайлда, к западу от укрепления модоков. В лагерь модоков был послан человек, чтобы договориться о встрече с Кинтпуашем.  
Первоначально всем модокам, участвовавшим в перестрелках с белыми, была обещана амнистия, однако из-за давления со стороны жителей Орегона, чьи родные были убиты индейцами, члены комиссии отказались от своего предложения об амнистии для группы Хукера Джима — его люди подозревались в убийстве поселенцев.  Переговоры затянулись, лидер модоков стремился к мирному урегулированию конфликта, но не все индейцы были за мир с белыми, сторонники военного пути набирали всё большее влияние среди модоков, среди них особенно активны были Хукер Джим и Шончин Джон.  Чтобы укрепить свою власть Капитан Джек согласился на их план: он устроил встречу с американскими военными лидерами, намереваясь их всех убить. Во время переговоров 11 апреля Кинтпуаш и ещё несколько воинов достали револьверы и убили двух человек; Капитан Джек самолично застрелил  генерала Кэнби, вторым убитым был священник Томас, в него выстрелил Бостон Чарли, один из тех, кто не верил в мир с белыми.

### Вторая битва у крепости
15 апреля армия США начала атаку крепости. Бой продолжался в течение дня. На следующий день военные вновь возобновили атаку цитадели модоков, но индейцы удачно отстреливались и не позволили солдатам завладеть крепостью. Армия отрезала модоков от озера Туле, оставив таким образом  их без питьевой воды.
Утром 17 апреля солдаты предприняли последний штурм крепости, применив артиллерийские орудия. Когда военные ворвались в крепость, там никого не было. Модоки тихо ушли от них по впадинам и ущельям.

### Битва на Сэнд-Бьютт
26 апреля капитан Эван Томас во главе 5 офицеров, 66 солдат и 14 скаутов из резервации Уорм-Спрингс направился на поиски мятежных модоков. В полдень отряд Томаса остановился на привал, вблизи Сэнд-Бьютт, и был неожиданно атакован группой модокских воинов, которых возглавлял Скарфэйс Чарли. Некоторые солдаты поспешно бежали, покинув поле боя, те, кто остался сражаться, были убиты или тяжело ранены.
После сражения на Сэнд-Бьютт армию США в войне против модоков возглавил бригадный генерал Джефферсон Коламбус Дэвис.

### Сражение на Драй-Лейк
На рассвете 10 мая небольшой отряд модоков напал на лагерь военных, которые расположились вблизи Драй-Лейк. Армия США потеряла 5 человек убитыми, 12 получили ранения. У модоков было убито 5 воинов, это было первое поражение индейцев в этой войне. 
Среди модоков начались разногласия. Часть воинов, во главе с Хукером Джимом, сдалась армии США. Среди них были Скарфэйс Чарли и Шэкнести Джим. Эта группа модоков согласилась содействовать в поимке Капитана Джека в обмен на амнистию за убийства поселенцев. Новый командующий, генерал Джефферсон К. Дэвис, взял их под защиту армии, пообещав помилование.
После изнурительного преследования 4 июня 1873 года Капитан Джек был захвачен в долине Лэнгелл.

## Последствия
Захватив Капитана Джека, генерал Дэвис собирался повесить лидеров модоков, но военное министерство в Вашингтоне приказало провести суд. 4 июля Капитан Джек и его окружение прибыли в качестве военнопленных в Форт-Кламат.
Капитан Джек, Шончин Джон, Блэк Джим, Бостон Чарли, Бранчо и Слолакс были преданы суду по обвинению в убийстве членов мирной комиссии. 6 модоков были признаны виновными и 8 июля приговорены к смерти. 10 сентября президент Улисс Грант изменил меру наказания для Брончо и Слолакса, заменив её на пожизненное заключение на Алькатрасе.
3 октября 1873 года Капитан Джек, Шончин Джон, Блэк Джим и Бостон Чарли были повешены в Форт-Кламате. Остальные модоки, участвовавшие в войне — 39 мужчин, 64 женщины и 60 детей, были отправлены в Оклахому в качестве военнопленных. Таковыми они считались вплоть до 1909 года, когда им была возвращена свобода передвижения. Тогда некоторые вернулись в Орегонскую резервацию, иные же предпочли остаться в Оклахоме. С той поры племя модоков подразделяется на оклахомскую и орегонскую фратрии.

## В кино
- «Бой барабана» (Drum Beat) — режиссер Дэлмер Дэйвс (США, 1954).